# Nacional Fast Clube
O Nacional Fast Clube, mais conhecido como Fast Clube, é um clube esportivo brasileiro com sede na cidade de Manaus, capital do estado do Amazonas. Foi fundado por dissidentes do Nacional, com quem exerce sua maior rivalidade no futebol, e ao lado deste e do Rio Negro faz parte do grupo dos três clubes mais tradicionais do futebol amazonense. É campeão de 7 edições do Campeonato Amazonense de Futebol, além de ter vencido a Taça Norte de 1970. As cores de seu uniforme são azul, vermelho e branco, remetendo à bandeira do Amazonas.

## História
O Fast Clube foi fundado em 8 de Julho de 1930, por uma ala de dissidentes do Nacional. A crise política no Nacional estava complicada, dias antes, em 5 de Julho, 27 associados pediram desligamento deste. Uma questão sobre a participação dos jogadores nas eleições estava estremecendo a unidade do clube azulino. Com o veto na participação dos atletas, gerou-se uma grande revolta, que acabou resultando no cisma. Sob a sombra dessa divergência, foi idealizado o Fast Clube.
A nova agremiação contou com os seguintes senhores no ato de sua fundação:
- Os atletas: José Lopes, Rodolpho Gonçalves (até então era capitão do Nacional), Frederico Gonçalves "Fredoca", Marculino da Silva Lopes, Humberto Peixoto, Arthur Meninéia, Leonardo Barbosa Lima, Orlando Medeiros, Eduardo Martins "Cangalhas", Orfeus Batista, Raimundo Batista, Luiz Batista e Socrates Batista.
- Os sócios fundadores: Vivaldo Palma Lima, Álvaro Leite de Oliveira, Elias Benayon, Miguel Nascimento Fonseca, Crisólogo Gastão de Oliveira e Oscar Rayol.[3]

Teria sido Rodolpho, o capitão do time nacionalino, quem sugeriu em assembleia que os jogadores tivessem direito a voto, uma vez que também pagavam mensalidades. Porém, o então presidente do Nacional, Coronel Leopoldo Mattos, vetou essa participação. Havia a ideia de que os atletas estariam unidos em torno do nome de Vivaldo Lima para a presidência. Com a cisão e a fundação de uma nova entidade, Vivaldo Lima foi aclamado seu primeiro presidente.
O grupo dissidente considerava que a nova agremiação seria o próprio Nacional, trazendo o nome "Nacional" para o novo clube, adotando também a cor azul, as iniciais NFC e uma estrela como seu símbolo maior. Acontece que foram obrigados a fazer algumas diferenciações, assim o clube adicionou as cores vermelho e branco, passando a referenciar as cores da bandeira do estado do Amazonas. A estrela passou a ser dourada, sendo inserida no centro de um escudo, e não mais isolada. O nome completo da nova agremiação também deveria ser distinto, e como queriam manter as iniciais, resolveram consultar Carlos Mesquita, professor de língua inglesa no Gimnasyo Amazonense Dom Pedro II, que sugeriu que a letra "F" passasse a ser referência ao termo "Fast", que em inglês significa "rápido", fazendo uma analogia à rapidez e a destreza que os jogadores se apresentavam em campo.[carece de fontes?]

#### O primeiro jogo
O primeiro jogo que se tem registro do "Tricolor" foi um amistoso contra o Rio Negro, valendo a posse da Taça Sylvio Franco, realizado no Parque Amazonense. Esta partida foi realizada em 12 de Outubro de 1930 e vencida pelo Fast Clube por 2 a 1.

### O início
Por conta de suas origens, o clube já nascia com a premissa de ser uma força no futebol local. Ingressou na 1ª Divisão em 1932, temporada da qual já seria vice-campeão. Na década de 30 brigou pelo título em todos os anos, mas colecionou vice-campeonatos. Sua força o colocou em pé de igualdade com Nacional e Rio Negro, formando o "trio de ferro" do futebol amazonense.[carece de fontes?]
Na década de 40 o tricolor continuou forte, mas continuava também esbarrando no 2º lugar. Na segunda metade desta década, o abandono do futebol pelo Rio Negro trouxe o Fast Clube para uma posição mais privilegiada, e este acabou conquistando um bicampeonato em 1948-49, se consolidando como uma potência local com nomes como Raul, Nêgo, Marcílio, Aurélio, Mário Torres, Waldemir Osório, Paulo Onety, Dedé e Zequinha, entre outros grandes jogadores. A década de 50 tinha tudo pra ser brilhante pra o "tricolor cintado" mas o surgimento do "América de Cláudio Coelho" deu ao clube mais três vice-campeonatos consecutivos, de 1950 a 53. Tantos vices geraram descontentamento e o clube se licenciou em 1954, para um retorno triunfal em 1955 onde bateu o próprio América e conquistou seu 3º título. Porém, Cláudio Coelho se tornou uma pedra no sapato fastiano. Agora no Auto Esporte, Coelho levou duas taças. Quando ele saiu para organizar o retorno do Rio Negro depois de 14 anos, o Fast Clube conquistou seu 4º título, em 1960. Um jogo que entrou para a histórica do Rolo Compressor nesta década foi contra a equipe do Sport Club do Recife, que veio para a inauguração dos refletores do Estádio da Colina. O jogo foi realizado em fevereiro de 1961, o Sport vinha de duas vitórias frente a São Raimundo e Santos. O Fast Clube, em uma tarde inspirada, aplicou uma goleada de 7x5. O restante da década de 60 se passou sem conquistas, mas foi no final dela que o clube iniciou sua melhor fase, numa grande rivalidade com o Nacional. Em 1967 e 68, em campeonatos de pontos corridos, perdeu o título nos detalhes. Mas o melhor estava por vir.[carece de fontes?]

### Anos 1970
A virada dos anos 60 para os 70 foram os melhores da história do "tricolor de aço", quando o industrial Jonas Martins Lopes assumiu a presidência, o clube viveu seus melhores anos. Depois dos vice-campeonatos consecutivos em 1968 e 69, o Fast foi bicampeão do Campeonato e também da Taça Amazonas. Em 70 venceu um campeonato de pontos corridos disputado ponto a ponto com Nacional, Rodoviária e Rio Negro. O título veio no último jogo, contra o Rio Negro:
- 25 de Outubro de 1970 - Fast Clube 3x1 Rio Negro - Parque Amazonense (11.273 pagantes)[5]

O Time do jogo do título: Maneco, Antonio Piola, Casemiro, Zequinha Piola e Pompeu; Zezinho e Parada (Valdocir), Laércio, Afonso, Edson Piola e Adinamar Abib (Zequinha). Os gols foram de: Afonso, abrindo o marcador (40¹), Anízio empatando para o Rio Negro (3²), Laércio recolocado o Fast a frente (13²) e Afonso novamente, fechando o placar (45²). O "tricolor" fez 14 jogos, dos quais venceu 8, empatou 4 e perdeu 2. 
em 1971 e perdeu o de 1972 para o Nacional. O clube seria o primeiro amazonense a jogar o Campeonato Brasileiro de Futebol, em 1971, quando, por ser campeão amazonense, jogaria a Série B, mas acabou se juntando a clubes e federações descontentes com a não inclusão na primeira divisão do futebol brasileiro e fez parte da disputa da Copa de Integração Nacional, disputada em Goiás, e a vaga na Taça de Prata ficou com a Rodoviária.
A partir do seu último título em 1971, passou a figurar entre a 2ª e a 3ª posição do campeonato, num período de grande domínio dos seus dois grandes rivais, sendo finalista em 1977 e 78, garantindo assim sua estreia na elite do futebol nacional, por conta da ausência rionegrina. 

#### Bicampeonato amazonense 70-71
No início dos anos 70 o clube conquistou seu 2º bicampeonato com o que é considerado o melhor time de sua história, conhecido como o "time dos irmãos Piola" que ganharam fama no Norte-Nordeste do país naquele período.  Até os dias atuais este é considerado um dos melhores times da história do futebol amazonense. Em 1970, num campeonato de pontos corridos, superou o Nacional por um ponto. Em 1971 venceu a Rodoviária no último jogo de uma melhor de três, por 4x1, depois de dois empates em 0x0, e levantou sua sexta taça oficial. Naqueles dois anos, o faz disputou 29 jogos pelo Campeonato Amazonense de Futebol, sendo 18 vitórias, 7 empates e 4 derrotas.
Os times campeões, comandados pelo técnico Osvaldinho, foram:
- Em 1970 – Zé Carlos (Maneco) Antônio Piola, Casemiro, Zequinha Piola e Pompeu; Zezinho e Parada; Laércio, Afonso, Edson Piola e Adinamar Abib. Participaram da campanha, também: Ney, Valdocir, Itagiba, e Zequinha Paraense.
- Em 1971 – Marialvo (Zé Carlos), Antônio Piola, Casemiro, Zequinha Piola e Pompeu; Zezinho e Holanda; Mano, Afonso Edson Piola e Adinamar Abib. No elenco, estavam também: Formiga, Hélito, Melo, Barrote, Simão, Paulo Pernambucano, Marcos Pintado, Rangel, Ivo e Pibo.

#### Campeonato Brasileiro
Estreou na Primeira Divisão do Futebol Brasileiro em 1977, muito em decorrência da desativação do futebol do Rio Negro, que era o dono da vaga por ser vice-campeão estadual em 1976. O clube era comandado pelos irmãos Piola, ídolos do clube no início da década, com Edson como presidente e Antônio como técnico. Os principais nomes do time para aquele campeonato foram o goleiro Iane Jaber, o meia Rolinha e o centroavante Dentinho. A estreia ocorreu em 17 de outubro de 1977, em jogo contra o Nacional, com mando do adversário no Estádio Vivaldo Lima, sendo derrotado por 2x0. Ao todo a equipe disputou 17 jogos, onde conseguiu 4 Vitórias, 2 Empates e 11 Derrotas; fez 22 e tomou 31, fazendo 9 gols negativos de saldo. Na classificação geral terminou na 24ª colocação.[carece de fontes?]
Ainda disputou os brasileiros de 1978 e 1979 também sem grande êxito, tendo como vitória mais destacada um 2x1 aplicado no Fluminense em pleno Maracanã. Em três participações venceu 11 jogos, empatou 7 e perdeu 25, fez média de público pagante de 6.382 torcedores por cada um dos 21 jogos que atuou como mandante.[carece de fontes?]

### Jogos internacionais
Em 1971 o Futebol Clube do Porto veio a Manaus fazer alguns amistosos, o Fast Clube enfrentou a equipe portuguesa no dia 17 de novembro em seu 1º jogo contra um clube do exterior, no Estádio Vivaldo Lima. O Porto venceu por 3 a 1. Apesar da grandeza do evento, apenas cerca de 8 mil torcedores pagaram para assistir o jogo. Ao decorrer dos anos o "tricolor de aço" fez mais algumas partidas contra equipes do exterior, todos no Estádio Vivaldo Lima:[carece de fontes?]
- 17 de Novembro de 1971 - Fast Clube 1x3 Porto
- 9 de Março de 1980 - Fast Clube 0x0 Cosmos de Nova Iorque
- 8 de Julho de 1980 - Fast Clube 0x1 Seleção Polonesa de Futebol
- 7 de Maio de 1981 - Fast Clube 1x0 Millonarios

Na ocasião do confronto contra o Cosmos, o Fast Clube estabeleceu o recorde de público do futebol amazonense, com cerca de 54 mil pessoas, público que jamais será alcançando uma vez que o antigo estádio foi demolido, e a Arena da Amazônia, inaugurada em 2014, tem capacidade para 45 mil pessoas. O jogo de 9 de Março de 1980 parou Manaus, uma vez que o Cosmos era considerado o time com as principais estrelas do futebol mundial, como o tricampeão mundial Carlos Alberto Torres, o alemão Franz Beckenbauer, o ainda iniciante Romerito, e o italiano Giorgio Chinaglia. Para este jogo o "tricolor" contou com o também tricampeão mundial Clodoaldo.

### 1980 a 2005
A década iniciou com um 3º lugar no campeonato de 80, e um vice-campeonato em 81 novamente porque o Rio Negro saiu da competição. Em 82 voltou ao 3º lugar, e em 83 acabou sendo o pior time da competição. Depois, passou a alternar 3ºs e 4ºs lugares com campanhas péssimas, longe de qualquer protagonismo.  Chegou a disputar duas edições do Campeonato Brasileiro de Futebol - Série B em 1980 e 81, com campanhas fraquíssimas. Depois disso, uma longa ausência no cenário nacional.[carece de fontes?]
Em 91 novamente foi vice-campeão estadual, novamente porque o Rio Negro preferiu não disputar o campeonato. Foi o último suspiro de grandeza do clube antes de uma grande fase ruim iniciada com o último lugar em 92. Nos 13 anos que foram de 1992 até 2005 o Fast Clube teve seu pior momento em toda a sua história, colecionando péssimas posições e também deixando de participar por três oportunidades, a primeira vez em 1998, sua primeira ausência desde 1954. Ainda disputou o Campeonato Brasileiro de Futebol de 1996 - Série C, como convidado, num grupo com os grandes rivais Nacional e Rio Negro, acabou fazendo fraca campanha também.[carece de fontes?]
A amarga fase fez o clube buscar parceiros que bancassem seu futebol, assim fechando parcerias com prefeituras que levaram seu time de futebol para o interior e montaram equipes minimamente competitivas. Na primeira dessas, em 2002, uma parceria com o município de Tefé lhe rendeu bons públicos e um modesto 4º lugar. Sem a parceria, o clube voltou a se licenciar em 2003. Voltou em 2004 com uma campanha regular, ficando em 5º lugar. Em 2005 voltou a se licenciar por conta dos problemas financeiros.[carece de fontes?]

### 2006-08 - mudança para Itacoatiara e renascimento
Para o ano de 2006 o clube firmou parceria com o município de Itacoatiara, tendo como colaborador Donmarques, que chegou a ser prefeito da cidade. A cidade adotou o futebol do clube e o financiou, oferecendo ainda boa estrutura para este. O clube mobilizou a população local, que o abraçou como um representante legitimo, chegando a ter uma média de 4,5 mil pessoas por jogo no Estádio Floro de Mendonça. Essa mudança marcou o renascimento do Fast Clube para o futebol amazonense, já que desde então o clube voltou a sempre figurar nas primeiras posições do certame regional. No ano de estreia,o vice-campeonato amazonense de 2006, onde mobilizou 9 mil itacoatiarenses a se fazerem presentes no estádio Vivaldo Lima onde, após empatar em 1x1, perdeu o título para o São Raimundo. O clube ainda naquele ano disputou a Série C, encerrando um período de 11 anos sem jogar competições nacionais.[carece de fontes?]

#### Estreia na Copa do Brasil,
Ainda ligado à cidade, foi novamente vice-campeão estadual em 2007 e 2008, ganhando o direito de jogar as Copas do Brasil de 2007, 2008 e 2009. Em 2007, disputando pela primeira vez, estreou enfrentando o Vasco da Gama, conseguindo levar o confronto para a partida de volta no Rio de Janeiro, onde acabou sendo eliminado. Em 2008 eliminou a tradicional agremiação pernambucana do Santa Cruz na 1ª fase para posteriormente ser eliminado pelo Goiás. Em 2009 foi eliminado ainda na 1° fase pelo ABC de Natal.[carece de fontes?]

#### O retorno ao Campeonato Brasileiro
Com o vice-campeonato de 2006, garantiu o direito de disputar a Série C do mesmo ano. Nesta competição avançou até a 2ª fase. Em 2007 obteve sua melhor campanha, avançando até a 3ª fase da competição, ficando entre os 16 melhores da Classificação Geral. Já em 2008, com a parceria com Itacoatiara em fase final, a situação não foi boa para o clube, que em meio aos problemas internos acabou perdendo por W.O. diante da equipe mato-grossense do Luverdense.[carece de fontes?]

### A partir de 2009, retorno a Manaus
Após o acesso do Penarol (clube original da cidade de Itacoatiara) à primeira divisão amazonense e o fim da parceria com o colaborador e município, o Fast Clube moveu seu departamento de futebol de volta a Manaus, em 2009. Um ano depois, em 2010, firmou parceria com a Universidade Luterana Brasileira - ULBRA para utilizar de suas estruturas e também da assistência de profissionais em formação na entidade. Por conta dessa parceria, passou a adotar o nome fantasia Fast/ULBRA e ainda em 2010 o clube conquistou novamente um vice-campeonato, quando perdeu nas finais para o próprio Penarol, com quem disputava o carinho de itacoatiarenses, com dois resultados de 0x1. Depois, em 2011, o clube ficou com o 3º lugar no estadual. Em 2013, pela falta de estádios na capital, o clube voltou ao interior, mandando seus jogos no município de Manaquiri. Em 2014, em forma emergencial, construiu um mini-estádio no campo de futebol da ULBRA, onde mandou parte dos seus jogos no estadual.

#### 2016 - A quebra do jejum
O ano de 2016 marcava o 45º ano do "tricolor" sem conquistar o Campeonato Amazonense, o maior período de jejum dentre os principais clubes do estado. O clube bateu na porta diversas vezes, em 1972, 1977, 1978, 1981, 1991 e mais 5 vezes no período entre 2006 e 2015. No inicio da temporada o clube jogou a Copa Verde, apenas com jogadores da base, por conta da falta de calendário no primeiro semestre, e os resultados não foram positivos, caindo na fase preliminar diante do Águia de Marabá. Uma reviravolta trouxe a equipe de volta por conta de irregularidades no Águia. Agora enfrentou o Paysandu e depois de empate em 1x1 em Manaus e derrota por 4x1 em Belém, a agremiação amazonense foi definitivamente eliminada.[carece de fontes?]
Para o estadual os prognósticos não eram bons mas o clube soube se organizar e montou um time que foi crescendo com o passar das rodadas da competição. Acabou se classificando às finais em 1º lugar e chegava como grande favorito ao título. Nas decisões foi impecável e após vencer o Princesa por 3x1 na final disputada na Arena da Amazônia, foi finalmente campeão.[carece de fontes?]

#### A Disputa pelo Acesso na Série D 2020
O ano de 2020 vinha sendo um ano difícil e não parecia nada promissor para a agremiação amazonense, após a capital do estado passar por sérias dificuldades no enfrentamento da pandemia de COVID-19. No estadual, o clube acabou não indo para a final, porém, conquistou a vaga para disputar a Série D 2021 em disputa de 3º lugar contra o São Raimundo.[carece de fontes?]
Na disputa do Campeonato Brasileiro de Futebol de 2020 - Série D, na contramão dos prognósticos, conseguiu se classificar com louvor na Primeira fase, em 2º lugar num grupo com 8 clubes. Na segunda fase enfrentou o Moto Club do Maranhão, que foi um duro adversário, o "tricolor" novamente se classificou, ao vencer nos pênaltis por 6 a 5, após empates por 2 a 2 e 1 a 1.. Nas Oitavas de Final, voltou a se classificar com vitória em disputa de pênaltis por 6 a 5, desta vez passando pelo Globo-RN após derrota por 1 a 2 e vitória por 1 a 0.
Após classificações diante de equipes que haviam recentemente passado pela Série C, o Fast Clube buscaria seu acesso à terceira divisão do Campeonato Brasileiro enfrentando o Novorizontino, do interior de São Paulo. Era a primeira vez que o "Tricolor de Aço" disputava um acesso a nível nacional, principalmente na Série D, onde sequer havia passado da primeira fase em suas participações anteriores. Com partidas sendo disputadas já no ano de 2021, o clube amazonense acabou sendo derrotado duas vezes, por 1 a 0 e 3 a 0, encerrando assim sua histórica participação.

#### 2021
Após a grande temporada de 2020, a torcida se empolgou. Porem, o primeiro indicio de que a boa temporada não se repetiria foi quando o clube decidiu não disputar o Campeonato Amazonense de Futebol de 2021 após imunidade da Federação Amazonense de Futebol. Os dirigentes argumentaram em nota oficial que não havia segurança financeira para a agremiação.  Era a primeira vez que o "Rolo Compressor" se ausentava de um estadual desde 2005. A decisão foi tomada apenas dois dias após o "clube cintado" bater o São Raimundo na decisão de 3º lugar da reedição do Campeonato Amazonense de Futebol de 2020 e garantir vaga no Campeonato Brasileiro de Futebol de 2021 - Série D. Vale lembrar que o "Tricolor de Aço" disputou a reedição com quase todo o elenco e comissão técnica emprestados pelo Porto Velho. Inicialmente, o clube não deu certeza de disputar a Série D daquele ano, mas um dia após a nota, acabou confirmando que participaria, prometendo uma campanha até melhor que a da temporada anterior. Porém, ficou na promessa e na disputa da competição nacional, acabou eliminado na 1ª fase. Tal situação se repetiu na Copa Verde, encerrando assim a temporada.

#### 2022
Em 2022 disputou apenas o estadual. Na fase regular se classificou como 4º colocado. Nas Quartas de Final eliminou o Amazonas, clube que vinha com maior investimento, com resultados de 0x1 e 2x0. O clube acabou sendo eliminado na Semifinal, pelo Princesa do Solimões, com resultados de 2x1 e 0x2.

#### 2023 - Desistência e rebaixamento inédito
Na temporada de 2023, o "tricolor cintado" voltou a pedir afastamento das competições profissionais, o 2º no período de 3 anos. O presidente Denis Albuquerque alegou problemas financeiros. Sem a imunidade de outrora, desta vez o clube acabou sendo rebaixado no estadual pela 1º vez, sendo a 1ª vez na história que o clube ficaria 2 anos ausente na elite do futebol estadual, uma vez que deverá disputar a 2ª divisão. Uma punição por abandono de competição foi prevista, mas acabou não acontecendo. O Fast Clube disputou diretamente o título em todos os anos que participou do estadual a partir de 2006, nunca ficando abaixo da 4ª posição.

## Estrutura

#### Centro de Treinamento da ULBRA
Em 2009, na administração de Ednailson Rozenha, o Fast Clube fechou parceria com a Ulbra Amazonas, onde foi oferecido ao clube um campo para treinos e salas destinadas a tratamento médico e áreas diversas, além do auditório da empresa, onde o clube faz coletivas de imprensa. No Campo oferecido foi construída uma pequena arquibancada que possibilitou ao clube receber jogos do estadual de profissionais, inclusive o Clássico Pai e Filho, entre o Fast e o Nacional. Por conta dessa duradoura parceria o clube passou a adotar o nome fantasia Fast ULBRA.

#### Sede Social
O Fast Clube possuía sede social na Boulevard Álvaro Maia. A sede teve sua pedra fundamental lançada em 13 de Abril de 1968 com a presença de figuras importantes da sociedade manauara como o governador Danilo Areosa, o prefeito Paulo Nery, o arcebispo metropolitano dom João de Sousa Lima, tendo o desembargador Leôncio Souza como orador. A sede foi construída em tempo recorde e foi inaugurada em 8 de Julho de 1968, dia de aniversário do clube com o governador Danilo Areosa desmanchando a fita simbólica de inauguração. O prédio ainda existe e é localizado na Avenida Boulevard Alváro Maia, onde em 2007 o clube resgatou o balneário e construiu três piscinas, uma loja de material esportivo e roupas, lanchonete e uma área de lazer, que abrigava o conhecido "Bolerão do Fast", festa popular nas noites da cidade. 
A sede passou a ser alugada para a  Igreja Assembleia de Deus Tradicional em 2014. Em 22 de Fevereiro de 2019 se noticiou a venda do imóvel para a referida instituição religiosa pelo valor de R$6 milhões. O ex-presidente Sérgio Ribeiro fez uma denuncia alegando que os tramites foram fraudulentos o que foi de pronto negado por Claudio Nobre (até então vice-presidente), dizendo que nada estava fechado, mas estavam em negociações. Menos de uma semana depois, em 28 de Fevereiro, o mesmo Cláudio Nobre voltou à imprensa local para dizer que de fato havia um processo de venda, o que classificou como "um grande negócio para o Fast".
A sede foi de fato vendida e muito se disse sobre a compra de uma nova sede e até projeção esportiva, mas nada mais foi noticiado nem constatado sobre esses possíveis benefícios para o clube. Mais tarde, em 2020 o Ministério Público do Amazonas resolveu apurar as vendas da sede do Fast Clube, assim como a do Rio Negro e do Ideal Clube para atestar a regularidade dos eventos.

## Torcida
O Fast Clube até os anos 80 tinha uma das maiores torcidas da região, com pesquisas apontando cerca de 7% da torcida da capital amazonense.[carece de fontes?] Isso se refletia nas médias de público. Em uma pesquisa feita pelo IPEN (Instituto de Pesquisas do Norte) realizada em 2012, o clube era apontado como o preferido de 10% dos manauaras, o que significaria cerca de 200 mil pessoas, o que o colocando como uma das maiores torcidas da região norte, atrás apenas de Nacional, São Raimundo, Clube do Remo e Paysandu. Outra pesquisa, divulgada em 2015, apontava o clube como preferido dentre os locais para 5,8% dos manauaras (cerca de 120.000 apoiadores), o suficiente para ainda assim despontar como uma das maiores torcidas da região.

## Rivalidades

### Pai-Filho
Clássico Pai e Filho é o nome dado ao embate contra o Nacional, o nome deve-se ao fato do Fast Clube ter sido fundado por dissidentes do Nacional, e por isso, a imprensa na época e os próprios torcedores do Nacional o chamaram de "Filho" o que deu ao confronto o nome de "Pai e Filho". A rivalidade não demorou muito para nascer, sendo que nos anos 30 o Fast Clube já montava times fortes para bater de frente com o Nacional, obtendo grandes destaques no confronto.[carece de fontes?]
A rivalidade é historicamente iniciada em 1932 quando o Fast Clube disputou a divisão principal do futebol amazonense pela primeira vez e é considerado o segundo confronto de maior rivalidade do estado, depois do clássico RioNal. O Fast clube é a segunda equipe do estado do Amazonas que mais venceu o Nacional, atrás somente do Rio Negro.[carece de fontes?]
Último jogo considerado: Nacional 1-2 Fast Clube, no dia 26 de fevereiro de 2022, no Estádio Carlos Zamith pelo Campeonato Amazonense da 1ª Divisão.
| Estatísticas                |     |
| Número de jogos             | 214 |
| Vitórias do Nacional        | 100 |
| Vitórias do Fast Clube      | 61  |
| Empates                     | 53  |
| Número de gols              | 575 |
| Gols feitos pelo Nacional   | 336 |
| Gols feitos pelo Fast Clube | 239 |

### O Clássico da Elite
Chamado também de "Clássico da Elite", devido ao fato destes clubes concentrarem maior parte dos torcedores da classe abastada, o jogo contra o Rio Negro é bastante concentrado, nos últimos anos o Fast Clube desforrou várias goleadas no Galo, a rivalidade tinha grande destaque na mídia, mesmo sem as duas equipes decidirem títulos na era profissional. Mas isso não tira a rivalidade que o Fast Clube encontrou no clube barriga preta, e ainda nos idos anos 70 e 80 os dois se alternavam nas finais contra o Nacional, sempre fortes e com constante presença nos torneios fora do estado.[carece de fontes?]
O Fast Clube perdeu em 15 de Outubro de 2016 a sua maior invencibilidade diante do clube alvinegro, perdendo por 1x0, pondo fim a um período de 8 anos sem derrotas onde foram disputados 13 jogos, vencendo 9 e empatando 4.[carece de fontes?]
Último jogo considerado: Fast Clube 1-1 Rio Negro, 17 de Março de 2019 - Estádio Ismael Benigno
| Estatísticas                |     |
| Número de jogos             | 159 |
| Vitórias do Fast Clube      | 57  |
| Vitórias do Rio Negro       | 63  |
| Empates                     | 39  |
| Número de gols              | 366 |
| Gols feitos pelo Fast Clube | 184 |
| Gols feitos pelo Rio Negro  | 182 |

### São-Fas
O São Raimundo em tão pouco tempo chegou ao mesmo patamar que o Fast conquistou em toda sua história, com conquistas que igualavam e até mesmo superavam o Fast num espaço de menos de 10 anos.A rivalidade nasceu no final dos anos 90 quando o São Raimundo emergiu como uma potencia no Amazonas e também no norte, acirrando a rivalidades com o clube alviceleste. Se for levado o fator histórico, hoje Fast e São Raimundo se equivalem no ranking amazonense, sendo 3° e 4° respectivamente.[carece de fontes?]
Último jogo considerado: Fast Clube 2x1 São Raimundo, pelo Campeonato Amazonensede 2022, no dia 2 de Fevereiro de 2022, no Estádio Ismael Benigno.
| Estatísticas                  |     |
| Número de jogos               | 138 |
| Vitórias do Fast Clube        | 56  |
| Vitórias do São Raimundo      | 44  |
| Empates                       | 38  |
| Número de gols                | 356 |
| Gols feitos pelo Fast Clube   | 188 |
| Gols feitos pelo São Raimundo | 168 |

## Símbolos

### Escudo
O escudo do Fast Clube é em estilo suíço, com uma estrela de cinco pontas ao centro, até este ponto muito parecido com o escudo do Botafogo carioca.O que diferencia é a divisão do escudo em 4 partes por uma faixa vertical e outra horizontal que rumam ao centro onde encontram a estrela, estas partes são: 2 vermelhas acima e 2 azuis em baixo. No escudo do clube não há qualquer letra ou número, apesar de em décadas passadas o clube ter utilizado oficialmente o seu nome acima do escudo.[carece de fontes?]

### Cores
As cores oficiais dos uniformes do Fast Clube são Branco, Azul e Vermelho, o que dá a agremiação a alcunha de “Tricolor”. Apesar da presença da estrela amarela em seu escudo, a cor amarela não faz parte das cores do uniforme. Tradicionalmente, o clube utilizou os seguintes padrões:
- Uniforme tradicional cintado - Por grande parte de sua existência, o uniforme número um do clube constou de camisa branca com duas faixas horizontais intermediadas por uma branca, a de cima vermelha e a de baixo azul. Até o final da década de 60 era sempre combinada a calções azuis, mas a partir do final desta década passou a combinar também com calções brancos, sempre alterando o padrão a cada temporada. Na fase mais recente, o clube tem utilizado mais os calções brancos. O escudo geralmente está situado no centro das duas faixas, que ficam no abdome, logo abaixo do peito, mas já foi utilizado ocasionalmente no lado esquerdo do peito.[carece de fontes?]
- Uniforme tricolor - A camisa é completa de faixas verticais alternadas entre azul e branco, com faixas brancas mais finas entre elas. Não há um padrão estabelecido para os calções e meiões. No primeiro registro dessa camisa, em 1981, ela estava combinada com calções brancos e meiões azuis. Em 1988 combinou com calções vermelhos e meiões hora azuis, hora vermelhos. Mais recentemente, em 2020, o calção e meião passaram a ser azuis.[carece de fontes?]
- Uniforme de faixas verticais - Outra versão de uniforme utilizada com regularidade adota a camisa branca adornada com duas faixas verticais partindo da clavícula, uma azul à esquerda e uma vermelha à direita, com o escudo no centro numa faixa branca. O registro mais antigo desta camisa é de 1948, combinada a calções azuis. No título de 1960, o clube estava utilizando este padrão. Em 1971, ano do último bicampeonato, as faixas estavam mais próximas ao centro, partindo da gola, com a branca se resumindo a uma fina faixa no centro.[carece de fontes?]

Em 1968, 1975 e 2012 a camisa foi dividida em três, azul - branco - vermelho (em 68 colocou apenas a estrela dourada no centro) combinando com calção branco. Em 1971 pela primeira vez o clube utilizou uma camisa majoritariamente branca, exceto por duas finas faixas na gola e nas mangas, combinando com calções azuis, essa camisa voltou em 1976 e 2012 (neste último ano, combinada com calções brancos). Em 1972 agora surgia uma camisa inteiramente vermelha, utilizando o escudo no peito, combinada a calções brancos. Em 1978 a camisa branca com finas listras distribuídas, alternando entre azul e vermelho, combinando com calções brancos. Em 1986 a camisa do uniforme tradicional utilizou os braços e gola polo vermelhos. Em 2006 a camisa era branca com ombros e braços azuis, combinada a calções vermelhos e meiões brancos. Há ainda muitos outras combinações utilizadas em temporadas isoladas.[carece de fontes?]
Em 2019 o clube criou uma marca própria, a "Fast1930", lançando duas camisas na ocasião: a branca, com as duas faixas vermelho e azul na altura no peito e de formato irregular, descendo de forma alternada em faixas com dois tons de cinza claro; a segunda camisa de cor azul, com faixas vermelhas finalizando em degrade com o azul. Para a temporada de 2020 lançou novamente dois uniformes, o primeiro quase completamente branco, exceto as barras dos calções que eram vermelhas; o segundo uniforme sendo o tradicional tricolor, com os calções azuis de barra vermelha e meiões também azuis.

### Alcunhas
- Rolo Compressor - Conta a história que num dia de treino sob o comando do Sr. Quintanilla, o Fast Clube recebeu a visita do técnico João Liberal. Quintanilla percebendo o visitante, resolveu questioná-lo sobre a qualidade do seu time, ao que Liberal teria dito que "este teu time é um verdadeiro rolo compressor". Tal situação teria se espalhado por Manaus, fazendo com que o clube passasse a ser apelidado assim.[3]
- Tricolor da Boulevard - O berço do Fast Clube foi na região da antiga Boulevard Amazonas (atual Álvaro Maia), onde foi construída sua sede.[carece de fontes?]
- Tricolor Cintado  - remete-se ao fato da camisa branca da equipe ter duas faixas transversais que lembram um cinto na altura da barriga.[carece de fontes?]
- Clube da Estrela de Ouro - O clube nos anos 40 até meados da década de 60 recebia essa alcunha na imprensa geral de Manaus pelo fato de ter uma estrela amarela em seu escudo.[carece de fontes?]

### Hino
O Fast Clube teve dois hinos criados. O primeiro deles é o oficial, de autoria de Mafra Júnior, e o o outro é o da torcida, composto por Paulo Farias e interpretado por seu irmão, Abílio Farias. Este último é o mais conhecido entre os adeptos.
Trecho do Hino Oficial do Fast Clube, de autoria de Mafra Junior
Fast, sempre Fast!

Uma vez Fast até morrer

O querido esquadrão de ouro

Tesouro estrelado tricolor

Outras vitórias e glórias virão

Dessa pujança que és tu

Tua torcida não se intimida

Porque o lema é vencer

Com lealdade

Com galhardia

Gigante do esporte

O mais forte há de ser
O hino oficial do Fast Clube foi composto em 1969 e gravado pela CBS, na cidade do Rio de Janeiro. Este hino sofreu plágio por parte dos autores do hino do Gama, que foi gravado na década de 90 na mesma CBS. O clube chegou a notificar o Gama, porem, nada se sabe sobre as decisões judiciais em torno da causa.
Trecho do Hino popular da torcida, de autoria de Abílio Farias
«Sua glória é lutar, seduz a gente popular;

E hoje é dia de alegria, acabou a nostalgia!!!

Fast Clube, tu és a esperança, O povo deposita confiança...

Quando entras pra lutar

Hahahahaha... Hohohohoho

### Mascote
O clube não tem propriamente uma mascote, pois a sua torcida aparentemente nunca se preocupou em escolher um. Com o tempo a torcida do clube adotou uma simples alcunha como mascote do clube: o rolo compressor, o que é um fato curioso, pois, a grande maioria dos clubes adota animais ou personagens como mascote. Muitos clubes no Brasil recebem ou já receberam este apelido, mais todos eles têm uma mascote particular, como por exemplo, Internacional-RS que recebeu a alcunha nos anos 40 e 50, mas tem como mascote o Saci.[carece de fontes?]

## Ídolos e artilheiros

### Ídolos
- Adinamar Abib: Jogador paraense com grande destaque na década de 70.[carece de fontes?]
- Afonso: Nascido em Monte Alegre-PA, foi um dos muitos paraenses que fizeram parte do histórico Fast de 1971.[carece de fontes?]
- Antonio Piola: Um dos maiores atletas dos anos 70 da região norte, um dos irmãos Piola.[carece de fontes?]
- Carlos Almada: Goleiro dos anos 40[carece de fontes?]
- Dadá(A): Grande artilheiro que atuou e foi campeão pelo Fast em 1960.[carece de fontes?]
- Dedé(Z): Atuou pelo Fast na década de 60.[carece de fontes?]
- Edson Piola(A): Um dos grandes artilheiros do Futebol Amazonense, e maiores atacantes da Região Norte, talvez o maior ídolo da história do Fast, Fez parte do grupo histórico que foi bicampeão em 70-71. Atuou no clube de 62 a 66 e de 68 a 73 se despedindo em 01 de Julho deste ano no empate em 2-2 contra o Sul América[carece de fontes?]
- Jonas(Z): Zagueiro começou no clube em 1957 e fez parte do elenco no título de 1960.[carece de fontes?]
- Lafayette(?): Do primeiro título em 1948.[carece de fontes?]
- Marialvo(G): Um dos grandes goleiros do futebol amazonense e da Região Norte.[carece de fontes?]
- Pompeu (Iomar Estevam Pompeu) - maranhense, chegou ao Fast em 1967 e ficou até 1972, sendo bicampeão amazonense e campeão da Taça Norte de 1970. Depois voltou em 1975 para uma temporada. Ao todo atuou em 115 jogos com a camisa do tricolor.[33]
- Raul: Do primeiro título em 1948;[carece de fontes?]
- Paulo Onety(A): Do primeiro título em 1948;[carece de fontes?]
- Raul Cerqueira: Goleiro do clube nos anos 40;[carece de fontes?]
- Sandoval: Goleiro dos anos 50;[carece de fontes?]
- Zequinha Piola: Cria da base do clube, um dos irmãos Piola que fizeram parte do grande Fast de 1970.[carece de fontes?]

### Futebolistas renomados
Alguns jogadores de grande renome passaram pelo clube. Podemos mencionar:
- Jairzinho (Jair Ventura Filho) - ponta-direita campeão mundial de 1970 com a Seleção Brasileira de Futebol, Jairzinho veio para Manaus já na altura dos 35 anos. Jogou o Campeonato Amazonense de Futebol daquele ano pelo "tricolor" e depois se transferiu para o Nacional.[34]
- Túlio Maravilha (Túlio Humberto Pereira Costa) - atacante goiano três vezes artilheiro do Campeonato Brasileiro de Futebol, do qual foi campeão pelo Botafogo em 1995. Em 2006 veio para o Fast Clube para disputar o Campeonato Brasileiro de Futebol - Série C daquele ano. Fez 12 jogos na competição e marcou 10 gols.[35]
- Carlinhos Bala (José Carlos da Silva) - atacante pernambucano campeão da Copa do Brasil de Futebol de 2008 pelo Sport Club do Recife, veio para o "tricolor" em 2013 para jogar o Campeonato Amazonense de 2014.[36]

### Artilheiros
O clube formou os seguintes artilheiros durante o campeonato profissional:
- 1970 - Afonso, 10 gols em 14 jogos.[carece de fontes?]
- 1971 - Edson Piola, 9 gols em 14 jogos.[carece de fontes?]
- 1975 - Domingos, 12 gols em 13 jogos.[carece de fontes?]
- 1991 - Badir, 8 gols em 10 jogos.[carece de fontes?]
- 2006 - Bazinho, 13 gols em 13 jogos.[carece de fontes?]
- 2008 - Ernandes, 11 gols.[carece de fontes?]
- 2015 - Charles Chenko[carece de fontes?]

## Estatísticas

### Participações
|  | Participações em 2025 |

| Competição | Competição            | Temporadas | Melhor campanha                | Estreia | Última | P | R |
| Amazonas   | Campeonato Amazonense | 85         | Campeão (7 vezes)              | 1932    | 2022   |   | 1 |
| Amazonas   | 2ª divisão            | 2          | 4º colocado (2024)             | 2024    | 2025   | – |   |
|            | Copa Verde            | 5          | Oitavas-de-final (2016 e 2017) | 2016    | 2021   |   |   |
| Brasil     | Campeonato Brasileiro | 3          | 24º colocado (1977)            | 1977    | 1979   |   | – |
| Brasil     | Série B               | 2          | 40º colocado (1982)            | 1980    | 1982   | – | – |
| Brasil     | Série C               | 4          | 15º colocado (2007)            | 1995    | 2008   | – | – |
| Brasil     | Série D               | 4          | 7º colocado (2020)             | 2017    | 2021   | – |   |
| Brasil     | Copa do Brasil        | 8          | 2ª fase (2008)                 | 2007    | 2020   |   |   |

## Títulos
Principais conquistas
| Regionais (Extraoficiais) | Regionais (Extraoficiais)               | Regionais (Extraoficiais) | Regionais (Extraoficiais)                                               |
|                           | Competição                              | Títulos                   | Temporadas                                                              |
| ------------------------- | --------------------------------------- | ------------------------- | ----------------------------------------------------------------------- |
|                           | Taça Norte                              | 1                         | 1970                                                                    |
| Estaduais                 |                                         |                           |                                                                         |
|                           | Competição                              | Títulos                   | Temporadas                                                              |
|                           | Campeonato Amazonense                   | 7                         | 1948, 1949, 1955, 1960, 1970, 1971 e 2016                               |
|                           | Copa Amazonas de Futebol                | 5                         | 1955, 1964, 1971, 1972, 2015                                            |
|                           | Torneio Início                          | 6                         | 1957, 1972, 1985, 1994, 2006 e 2017                                     |
|                           | Taça Estado do Amazonas                 | 12                        | 1964, 1965, 1971, 1972, 1977, 1979, 1980, 1981, 1991, 2007, 2008 e 2010 |
|                           | Campeonato Amazonense - Segunda Divisão | 1                         | 1931                                                                    |

 Campeão Invicto
Outros torneios da Federação Amazonense e Ligas oficiais
| Estaduais | Estaduais               | Estaduais | Estaduais  |
|           | Competição              | Títulos   | Temporadas |
| --------- | ----------------------- | --------- | ---------- |
| Amazonas  | Torneio Danilo Areosa   | 1         | 1971       |
| Amazonas  | Torneio Duque de Caxias | 1         | 1970       |
| Amazonas  | Taça Silvio Franco      | 1         | 1930       |

 Campeão Invicto

### Categorias de base
Juniores (Sub-20)
| Regionais | Regionais             | Regionais | Regionais                     |
|           | Competição            | Títulos   | Temporadas                    |
| --------- | --------------------- | --------- | ----------------------------- |
|           | Copa Norte            | 1         | 2015                          |
| Estaduais |                       |           |                               |
|           | Competição            | Títulos   | Temporadas                    |
| Amazonas  | Campeonato Amazonense | 5         | 2009, 2015, 2016, 2017 e 2018 |

Juvenil (Sub-15)
| Estaduais | Estaduais             | Estaduais | Estaduais  |
|           | Competição            | Títulos   | Temporadas |
| --------- | --------------------- | --------- | ---------- |
| Amazonas  | Campeonato Amazonense | 1         | 2015       |

## Títulos em outras modalidades
O Fast Clube também realizou atividades em outras atividades além do futebol. Realizou lutas de boxe e luta livre com a participação de campeões do Amazonas, Pará e Guiana Inglesa.. Participou de Campeonatos oficiais de basquete e futsal, fez parte de corridas ciclísticas.
- Campeonato Amazonense de Tênis de Mesa - 1955[39].
- 1ª Corrida Ciclística Félix Fink - 1969 (com Orlando Pimentel)[40].

## Setor social
O Fast Clube é considerado uma instituição de utilidade pública pelo decreto lei número 1.746 de 13 de Dezembro de 1964. Antigamente realizava anualmente o concurso "Miss Fast" que indicava uma representante para o Miss Amazonas. Além disso, tinha grande atividade no carnaval local, em 1971, por exemplo, sua brincante Georgilda Barbosa foi eleita a Rainha do Carnaval Amazonense.. Sua sede era uma das mais requisitadas, recebendo grandes eventos como a por exemplo a festa de formatura da primeira turma de farmácia e odontologia da Universidade do Amazonas.. Além disso, por muito tempo foi realizado na sede do clube o famoso "Bolerão do Fast".